# Casa Memorială „Constantin Negruzzi” din Trifești
- Pentru alte sensuri, vedeți Constantin Negruzzi (dezambiguizare).

Casa memorială „Constantin Negruzzi” este muzeu orășenesc, secție a Muzeului Literaturii Române din Iași, înființat în casa în care s-a născut și a trăit scriitorul Costache Negruzzi (1808-1868) în satul Hermeziu, comuna Trifești, județul Iași.
Ansamblul curții familiei Negruzzi a fost inclus pe Lista monumentelor istorice din județul Iași din anul 2015, având codul de clasificare  IS-II-a-B-04193 și fiind alcătuit din următoarele 4 obiective :
- Biserica "Sf. Împărați Constantin  și Elena" - datând din anul 1839 și având codul IS-II-m-B-04193.01
- Casele familiei Negruzzi - datând din secolul al XIX-lea și având codul IS-II-a-B-04193.02
- Parcul - datând din secolul al XIX-lea și având codul IS-II-m-B-04193.03
- Mormântul scriitorului Costache Negruzzi - datând din secolul al XIX-lea și având codul IS-IV-m-B-04193.04

## Istoricul clădirii
Conacul familiei Negruzzi datează din perioada anilor 1807-1810, aparținând mai întâi lui Dinu Negruț (tatăl scriitorului Costache Negruzzi), care a primit la căsătoria sa cu Sofia Hermeziu, ca zestre, moșia Trifeștii Vechi (localitate care apoi s-a numit Hermeziu, din 1967 Lunca Prut și din 1996 din nou Hermeziu). 
În această casă s-au născut și/sau au trăit mai multe personalități ale istoriei românești: 
- postelnicul Constantin (Costache) Negruzzi (1808-1868) - scriitor, membru al Academiei Române chiar de la înființare, președinte al Eforiei Iașilor, director în câteva rânduri al Visteriei Moldovei, efor al școlilor, codirector al Teatrului Național din Iași (împreună cu Mihail Kogălniceanu și Vasile Alecsandri), ministru al finanțelor, părintele nuvelei istorice românești (Alexandru Lăpușneanu); s-a născut și a locuit la Hermeziu, fiind înmormântat în curtea bisericii din sat;
- Leon C. Negruzzi (1840-1890) - scriitor junimist, fost prefect al județului Iași, primar al Iașului și senator de Iași; a trăit la Hermeziu și a fost înmormântat în curtea bisericii din sat;
- Iacob C. Negruzzi (1842-1932) - scriitor, președinte și vicepreședinte al Academiei Române, unul din cei cinci membri fondatori ai societății Junimea și secretar perpetuu, timp de 25 de ani, al revistei Convorbiri literare; s-a născut la Hermeziu;
- Mihai L. Negruzzi (1873-1958) - general, scriitor, memorialist, fost primar de Iași și rezident regal al Ținutului Prut (1938); fiul lui Leon Negruzzi, a trăit la Hermeziu în 1930;
- Ella L. Negruzzi (1876-1949) - prima femeie avocat din România; născută la Hermeziu.
- Leon M. Negruzzi (1899-1987) - scriitor de limbă franceză și traducător în limba franceză a numeroase pagini de literatură română; fiul generalului Mihai Negruzzi, a locuit pentru o perioadă la Hermeziu.

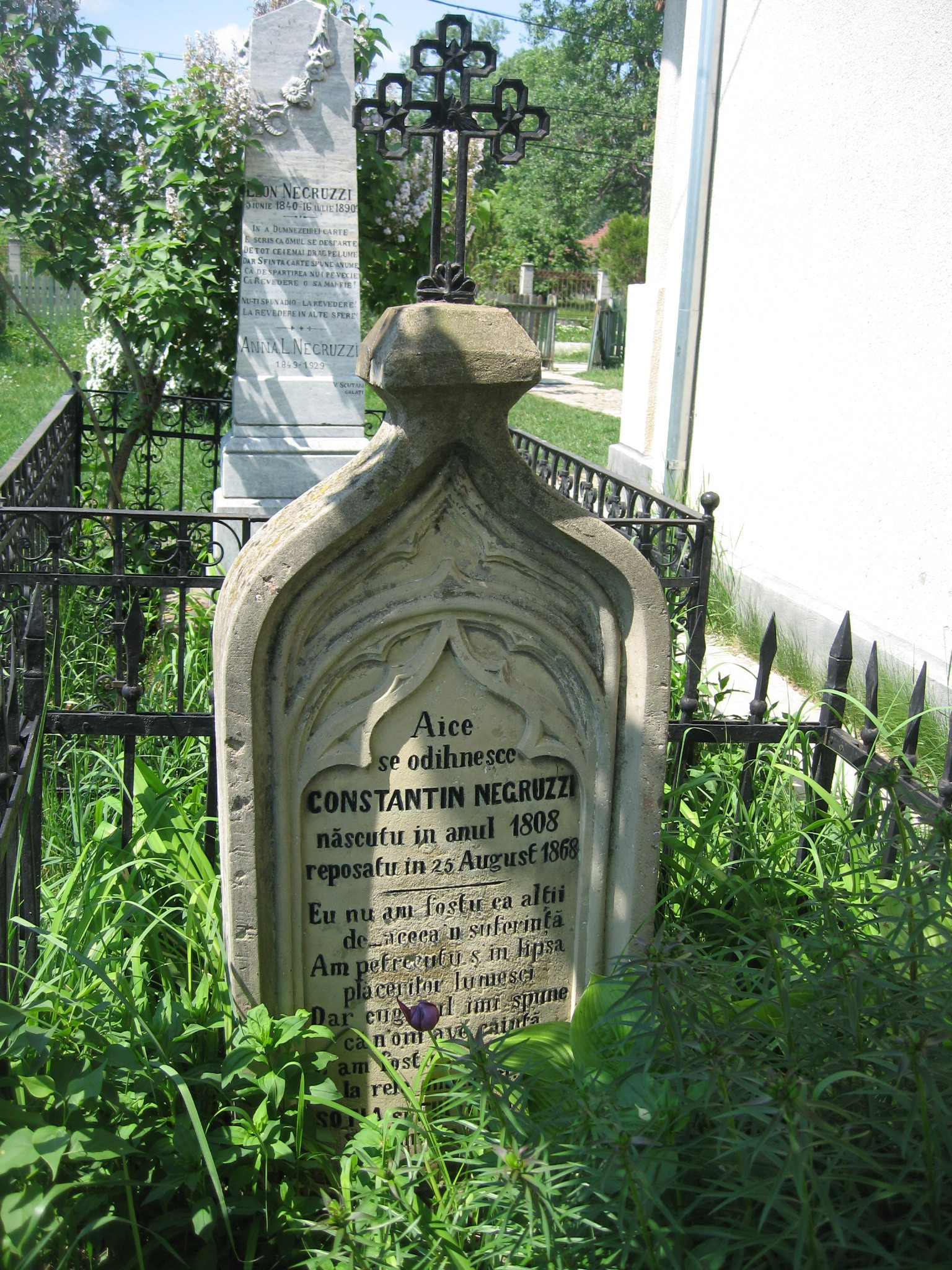
Mormântul lui Costache Negruzzi

În conacul familiei Negruzzi au poposit ca oaspeți în decursul timpului domnitorii Mihail Sturdza și Alexandru Ioan Cuza, scriitorii Vasile Alecsandri, Mihail Kogălniceanu și Petre P. Carp, majoritatea scriitorilor junimiști și reputați actori ai Teatrului Național din Iași, muzicieni ca Eduard Caudella, în prezența căruia cei doi frați, Leon și Iacob, cântau la pian și flaut. În anul 1968 s-a amplasat aici o placă de marmură ce marca 100 ani de la moartea scriitorului Costache Negruzzi, cu un citat din Vasile Alecsandri, 1868-1968 "Costache Negruzzi este un nume scump României și va rămîne în pleiada pionierilor intelectuali ai neamului nostru." V. Alecsandri.
După ce în perioada regimului comunist a servit pe post de sediu al CAP-ului local, Muzeul Literaturii Române din Iași, prin muzeografii Constantin-Liviu Rusu și Olga Rusu , s-a ocupat între anii 1993-1995 de restaurarea casei, reconstituind viața și activitatea acestei familii de cărturari.

## Organizarea muzeului
Casa memorială Costache Negruzzi de la Hermeziu a fost inaugurată ca muzeu la 7 octombrie 1995 și conține cinci săli de expoziție, precum și o sală multifuncțională pentru manifestări de amploare. Casa memorială cuprinde o expoziție documentară și reconstituirea muzeografică a patru camere memoriale. 
Holul central, în care este amenajată expoziția documentară, însumează manuscrise, cărți în ediții prime și cu autografe, fotografii edite și inedite, fotocopii, obiecte care au aparținut scriitorilor (pipă, medalii, ștampile, ceasornic solar etc.), numeroase extrase din operele lor, precum și ale exegeților acestora, fișe bio-bibliografice și genealogice, tablouri și portrete în ulei și busturi în ghips. 
Camerele memoriale: salon de muzică, bibliotecă-birou, sufragerie, dormitor sunt amenajate cât mai aproape de destinația lor originară, punând în evidență piese de mobilier, instrumente muzicale (flautul lui Iacob, pianul lui Leon etc.), fotografii, portrete ale membrilor familiei sau ale prietenilor, realizate de artiști plastici ieșeni contemporani, stampe de epocă, covoare, piese de iluminat, mobilier de sufragerie original. 
Biblioteca conține o reconstituire a colecțiilor de ziare și reviste, cărți, calendare, ediții numeroase ale operelor negruzziștilor, carte veche românească, manuscrise, literatură franceză, germană, greacă, latină, italiană etc.
Muzeul a fost nominalizat, între alte 65 din 20 țări ale Europei, de către Fundația EMYA din Bristol pentru Premiul Muzeului European al anului 1997. A fost vizitat pentru selecție la data de 4 octombrie 1996 de către Ann Nicholls, administrator al Fundației Emya din Bristol (Anglia) și de Wym Vander Weiden, director al Muzeului de Istorie Naturală din Leiden (Olanda), membru al juriului, p placă de marmură marcând acest eveniment.
La data de 20 mai 2001, a avut loc manifestarea culturală "Popas moldav la familia Negruzzi", având loc cu acest prilej o prelegere pe tema "Constantin Negruzzi, azi" susținută de profesorul universitar Liviu Leonte, lansarea broșurii Casa memorială "Constantin Negruzzi", redactata de un colectiv al MLR condus de muzeograful Olga Rusu și tipărită în 500 de exemplare pe cheltuiala lui Matei Fotiade, precum și a volumului "Constantin Negruzzi" al lui Serghei Colosenco, care reconstituie prin careuri rebusistice viața și activitatea cărturarului. Cu acest prilej, urmașii familiei (printre care Irina Fotiade, strănepoata scriitorului Costache Negruzzi și Matei Fotiade) au anunțat donarea conacului către Muzeul Literaturii Române din Iași. 
Casa memorială Costache Negruzzi de la Hermeziu poate fi vizitată de marți până duminică între orele 10.00 - 17.00.

## Imagini

Conacul văzut din stradă
Casa memorială şi bustul lui Costache Negruzzi
Vedere laterală asupra casei
Bustul lui Costache Negruzzi din faţa Casei memoriale
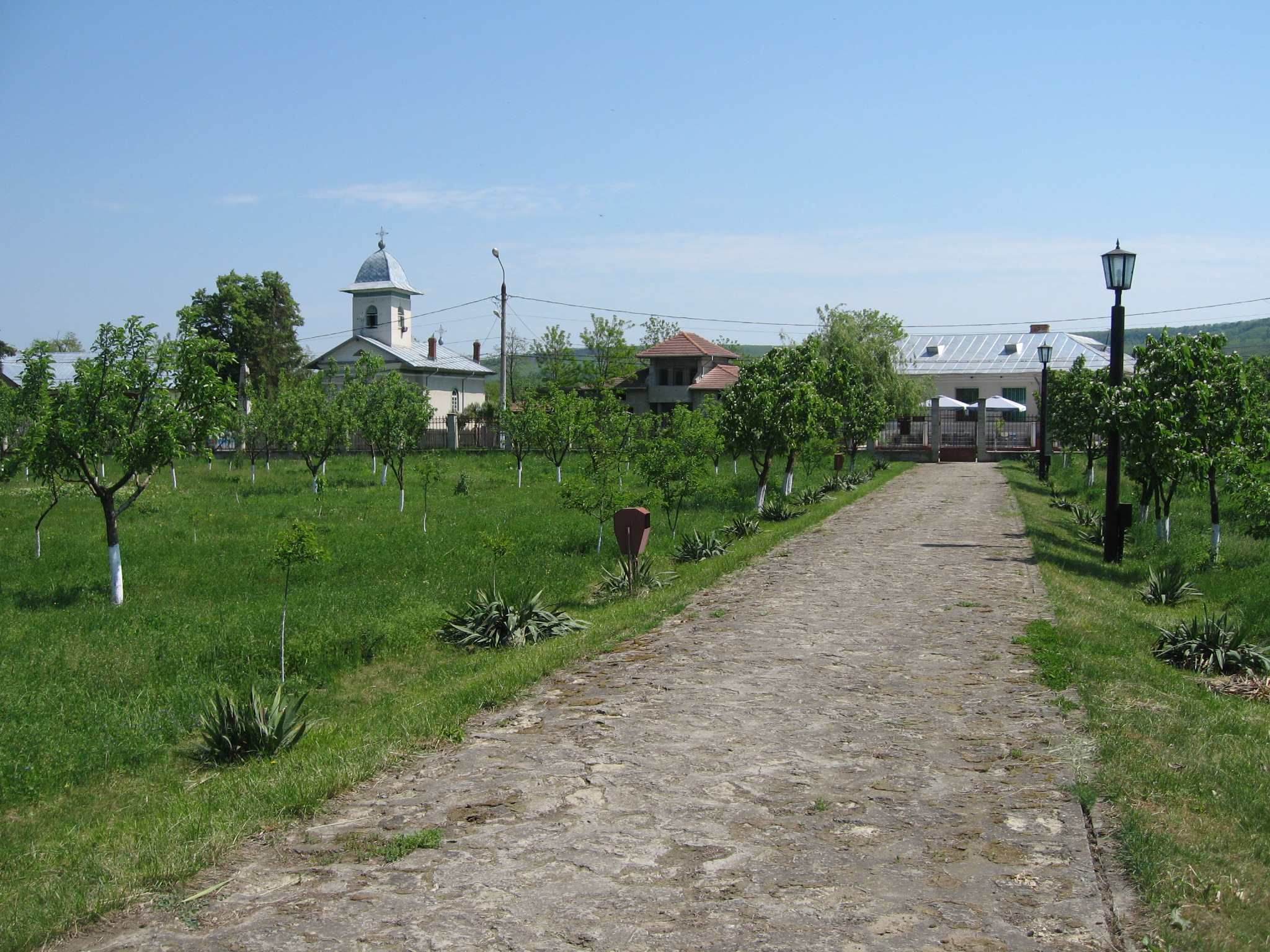
Vedere a parcului şi a bisericii din curtea conacului
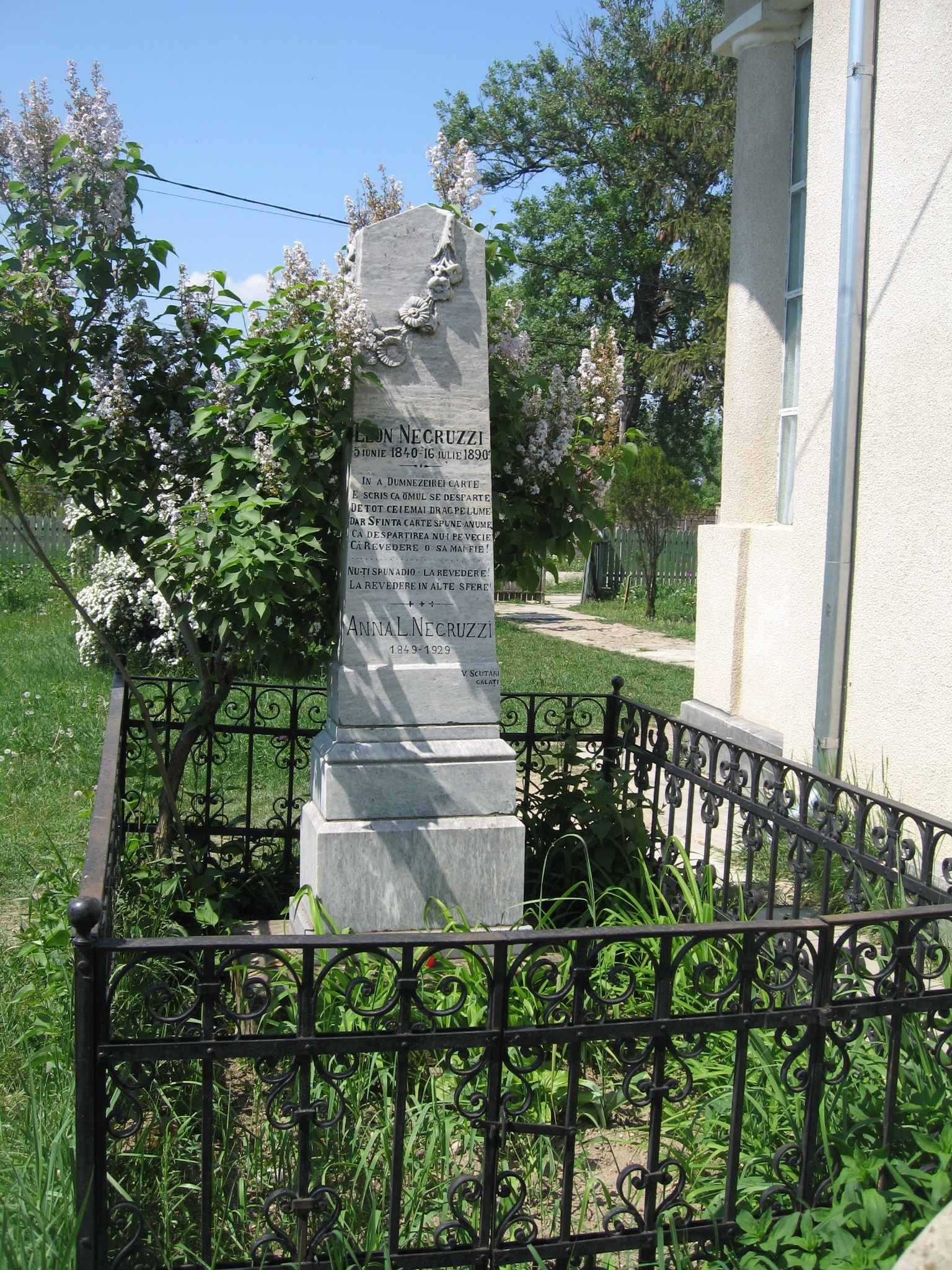
Mormântul lui Leon Negruzzi
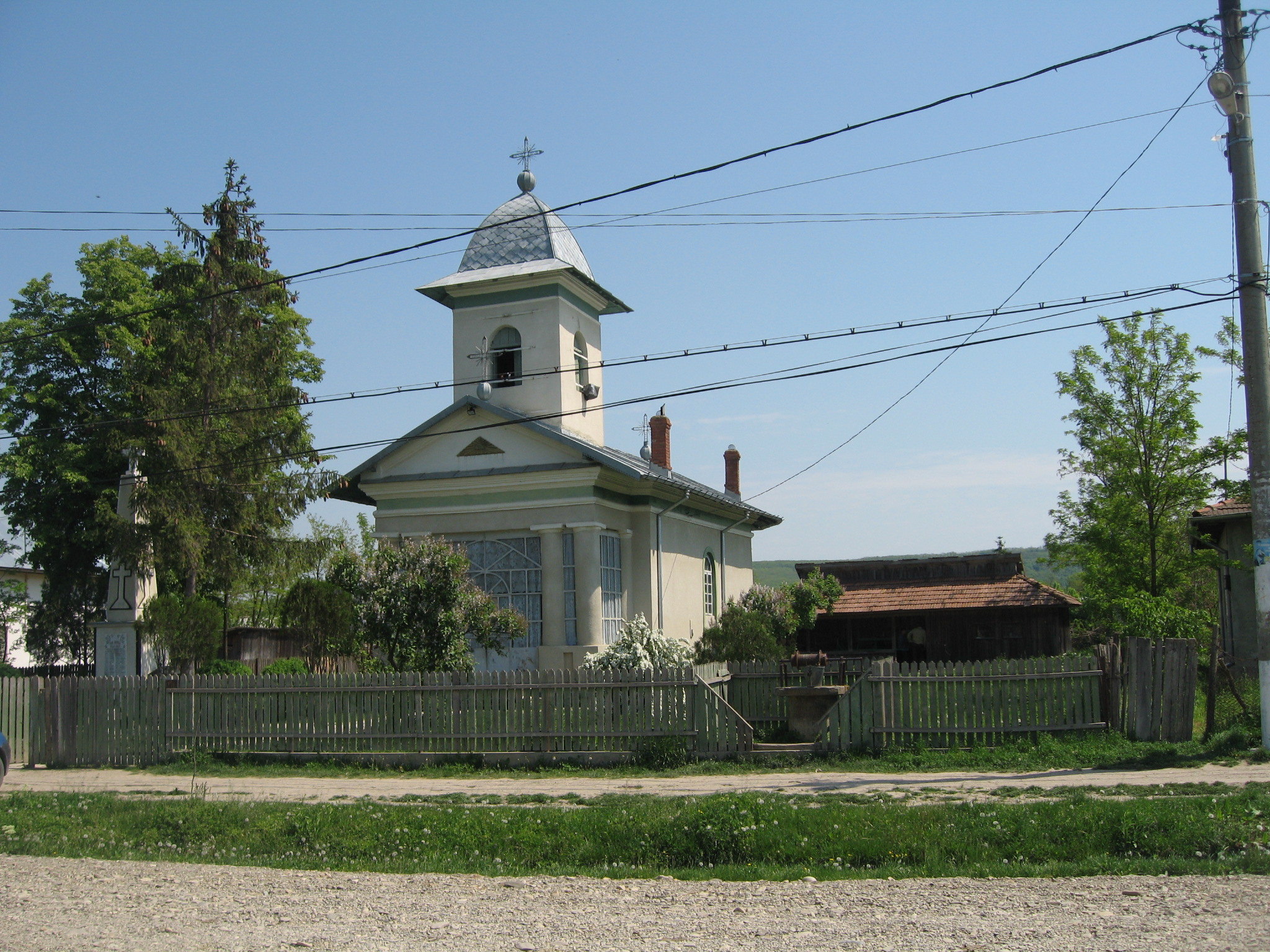
Biserica „Sfinții Constantin și Elena” din Hermeziu

## Legături externe
- Muzeul „Constantin Negruzzi”